# All of My Mind
All of My Mind ist das Debütalbum des japanischen Sängers Kōji Wada. Es erschien am 5. Dezember 2001.

## Hintergründe
Kōji Wada machte sich vor allem mit dem Singen von Anime-Titelliedern und anderen Beiträgen zu deren Soundtracks einen Namen. Seine für die Fernsehserien Digimon, Digimon 02 und Digimon Tamers aufgenommenen Stücke wurden auch für die deutschen Synchronisationen verwendet, dabei allerdings inhaltlich eher frei übersetzt und von Frank Schindel vorgetragen. Mit All of My Mind erschien erstmals ein vollwertiges Album des Musikers, das auch einige seiner bereits aus dem Fernsehen bekannten Werke beinhaltet. Die Tracks Butter-Fly, Seven, Target ~akai shōgeki~, Boku wa boku datte, The Biggest Dreamer und Kaze stammen aus den oben genannten drei Digimonserien, das Lied Kimi-iro no mirai (Yume) kam im Anime Transformers: Car Robots vor. Wada schrieb bei sechs Titeln des Albums selbst die Texte und komponierte drei davon eigenhändig; die Musik wurde von Cher Watanabe, Michihiko Ohta und Makoto Takō arrangiert.
Aus dem Album wurden vier Singles ausgekoppelt: Butter-Fly, Target ~akai shōgeki~, The Biggest Dreamer und Starting Over. Erstere war in Wadas Heimatland ein moderater kommerzieller Erfolg, dem es gelang, Platz 47 der Oricon-Charts zu erreichen. Das Lied gilt außerdem als eines der besten Anime-Titelthemen aller Zeiten und fand in einer entsprechenden Liste von NHK auf Platz 5 Erwähnung.

## Musik und Texte
All of My Mind kann durchwegs dem J-Rock-Genre zugeordnet werden. Die Lieder werden von melodischen E-Gitarren-Riffs und Keyboard- bzw. Klavierklängen sowie kräftigem Schlagzeugspiel dominiert; es sind auch häufig Soli zu hören. Der Gesang Wadas ist dabei expressiv und wechselt zwischen sanften und kraftvollen Passagen. Seine Texte sind poetisch sowie emotional und verwenden vielfach eine metaphorische Bildsprache, um die Inhalte zu verdeutlichen. Häufig wird dabei thematisiert, wie Hoffnungsschimmer und Liebe auch in schweren Zeiten und einer Welt, die sich zum schlechten entwickelt, zu finden sind und wie man trotz dieser Umstände nicht aufgeben und seine eigene Stärke erkennen soll. Allerdings treten auch Lieder auf, die das exakte Gegenteil suggerieren und von Traurig- und Aussichtslosigkeit geprägt sind.

## Covergestaltung
Das Coverartwork zu All of My Mind ist in Schwarz-weiß gehalten und zeigt Wada auf dem Boden hockend, während er eine E-Gitarre locker gegen seine Schulter lehnt. Seine Finger berühren das Instrument dabei kaum. Der Sänger trägt eine Lederjacke, Stiefel und eine Jeanshose und sitzt vor einem einheitlich hellen Hintergrund. Rechts neben ihm befinden sich zwei schwarze Balken, in denen in Schreibmaschinenschrift in hellen Lettern der Albumtitel und darunter der Name des Musikers, jeweils in Kleinbuchstaben, stehen.

## Titelliste
| Nr. | Titel                                          | Länge |
| --- | ---------------------------------------------- | ----- |
| 1.  | Starting Over (~Album Version~)                | 4:27  |
| 2.  | Butter-Fly                                     | 4:14  |
| 3.  | 風 (Kaze)                                      | 3:55  |
| 4.  | 笑顔 (Egao)                                    | 5:14  |
| 5.  | Seven                                          | 4:13  |
| 6.  | ターゲット～赤い衝撃～ (Target ~akai shōgeki~) | 4:25  |
| 7.  | 少女のままで (Shōjo no mama de)                | 4:27  |
| 8.  | 僕は僕だって (Boku wa boku datte)              | 4:13  |
| 9.  | Say Again                                      | 4:21  |
| 10. | 君色の未来 (ゆめ) (Kimi-iro no mirai (Yume))   | 4:18  |
| 11. | The Biggest Dreamer                            | 3:52  |
| 12. | Modern Love                                    | 6:20  |

## Erfolg
All of My Mind konnte sich weltweit nicht in den Hitparaden platzieren.